# Viertel nach Acht
Viertel nach Acht – Der Talk, der Schlagzeilen macht war ein Polit-Talk-Format, das vom 23. August 2021 bis zum 31. Mai 2023 beim privaten Fernsehsender Bild lief.

## Sendung
Die 55-minütige Sendung lief dienstags bis donnerstags um 20:15 Uhr auf YouTube als Live-Stream und um 22:15 Uhr auf Bild als TV-Ausstrahlung. Moderiert wurde die Sendung von der Bild-Journalistin Nena Brockhaus und dem stellvertretenden Bild-Chefredakteur Paul Ronzheimer. Während der Schwangerschaftspause von Brockhaus übernahm Patricia Platiel die Moderation. Produziert wurde Viertel nach Acht – Der Talk der Schlagzeilen macht in einem TV-Studio des Axel-Springer-Verlagsgebäudes in Berlin. Im Juni 2023 verließ Brockhaus Bild.
Die Sendung war eine Adaption der US-amerikanischen FOX-Talkshow The Five, wo eine fünfköpfige Runde aktuelle Themen aus Politik und Gesellschaft diskutiert. Es gab kein vorher festgelegtes Thema. Die Teilnehmer aus Politik und Journalismus brachten selbst Thesen ein, um sie mit den anderen vier Gästen zu diskutieren. Häufig waren Politiker aus der CDU/CSU, FDP, SPD, Bündnis 90/Die Grünen und Die Linke zu Gast. Die Moderatoren waren auch in einer kommentierenden Rolle und äußerten ihre Meinung zu den Thesen. Zu den regelmäßig wiederkehrenden Gästen gehörten Hans-Ulrich Jörges, Béla Anda, Ahmad Mansour, Roger Köppel sowie Bild-TV-Chef und Mitglied der Bild-Chefredaktion Claus Strunz.
Themen der Sendung drehten sich meistens um die Politik und Politiker, Skandale, COVID-Maßnahmen, Gendern, den Ukraine-Krieg und Karl Lauterbach.

## Rezeption
In der Sendung  Viertel nach Acht am 18. Oktober 2021 gab es von den Moderatoren Paul Ronzheimer und Nena Schink eine Danksagung für den zuvor entlassenen Bild-Chefredakteur Julian Reichelt, was starke Kritik in den sozialen Medien auslöste und als Verhöhnung der Opfer aufgefasst wurde. Christoph Lütgert  äußerte im Online-Magazin Übermedien im November 2021 zu Viertel Nach Acht: „„Stammtisch“ wäre zu hoch gegriffen.“ Jan Böhmermann parodierte im November 2021 Viertel nach Acht unter dem Titel Viertel nach Welke in seiner Sendung ZDF Magazin Royale als „Deep-Dive in die Gosse“.